# Aramits
Aramits é uma comuna francesa na região administrativa da Nova Aquitânia, no departamento dos Pirenéus Atlânticos. Estende-se por uma área de 29,4 km². Em 2010 a comuna tinha 681 habitantes (densidade: 23,2 hab./km²).